# Andréa Parro
Andréa Parro est une actrice québécoise.

## Filmographie
- 1990 : La Fille du Maquignon (TV) : Catherine
- 1990 : Le Party : Lili
- 1993 : Matusalem : Voyou du village
- 1994 : Le Secret de Jérôme : Molidje
- 1997 : La Vengeance de la femme en noir : Policière infiltrée